# Weinfeld

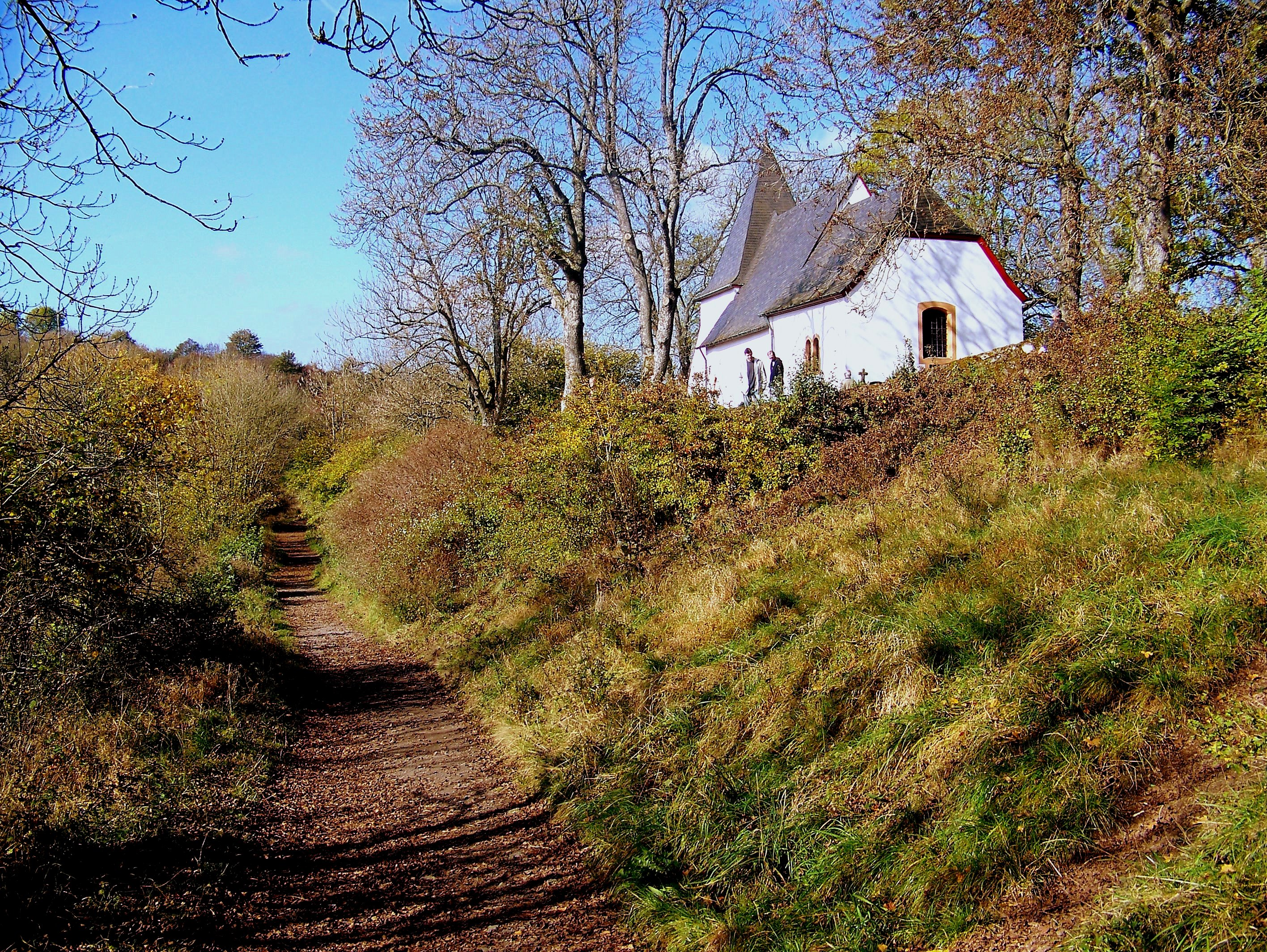
een blik op de kerk

Weinfeld (in de 11e eeuw Winelde; in de 14e eeuw Wyneveldt) is een verlaten dorp in de Eifel (Duitsland). Het ligt aan de oevers van het Totenmaar nabij Daun.
Het dorp werd in 1512 getroffen door de pest-epidemie, waarop alle nog overlevende inwoners het ontvluchtten. Als laatste inwoner verliet in 1562 de pastoor de plaats toen hij naar Schalkenmehren trok. Nu rest enkel nog het, zeer idyllisch gelegen, gerestaureerde Sint-Martinuskerkje met daaromheen een kerkhof.